# Westend (métro léger de Francfort)
Pour les articles homonymes, voir Westend.
Westend est une station du métro de Francfort. La station est sur la U6 et U7 dans le district de Westend.